# بيل زوبف
بيل زوبف (بالإنجليزية: Bill Zopf)‏ مواليد 7 يونيو 1948، هو لاعب كرة سلة أمريكي معتزل. بدأ مسيرته الاحترافية في سنة 1970. تم اختياره من قبل فريق ميلووكي باكز خلال الدرافت. حمل الرقم 6. يبلغ طوله 6 قدم 1 بوصة (1.9 م). اعتزل اللعب في 1971.

## روابط خارجية
- بيل زوبف على موقع إن بي أي (الإنجليزية)
- بيل زوبف على موقع سبورتس رفرنس (الإنجليزية)
- بيل زوبف على موقع كلية كرة السلة في سبورتس رفرنس.كوم (الإنجليزية)
- بيل زوبف على موقع ريلجم (الإنجليزية)
- بيل زوبف على موقع بروبوليرز (الإنجليزية)